# Италоалбанска католичка црква
Италоалбанска католичка црква (лат. Ecclesiae Catholico Italo-Albanica; алб. Kisha Katolike-Bizantine Arbëreshë), Италoалбанска византијско-католичка црква или Италоалбанска црква, једна је од 23 источне католичке цркве које, заједно са Латинском црквом, чине Католичку цркву . То је посебна црква која је аутономна (sui iuris) и користи византијски обред. Литургијски језици који се користе су: коине грчки (језик који је био у употреби код свих народа у традицији источних цркава) и албански (матерњи идиом заједнице). Италоалбанци (аrbëreshë) су концентрисани у Јужној Италији (Абруцо, Апулија, Базиликата, Калабрија) и Сицилији, а у централној Италији присутни су само у територијалној опатији у региону Лацио.
Италијанско-албанска црква је у пуној заједници са римским папом, директно подређена римској Конгрегацији за оријенталне цркве, али следи ритуалне и духовне традиције које су уобичајене у већини православних цркава. Чланови цркве су потомци прогнаних Албанаца који су избегли у Италију у 15. веку под притиском турских прогона у Албанији и територијама насељеним Албанцима на Балкану уопште и Мореји (Пелопонез). Албанско становништво Италије одржало је до данас језик, верске обреде и обичаје свог порекла. Ова Црква одржава наслеђе, етничку, културну и верску традицију својих албанских предака, одржавајући у животу духовну и литургијску традицију Источне цркве из доба Јустинијана (6. век). Ипак, италијанско-албанска католичка црква тврди да је једина црква, заједно са маронитском католичком црквом, која се никада није отцепила од Апостолске столице у Риму.